# Merritt Patterson
 (février 2014).
Si vous disposez d'ouvrages ou d'articles de référence ou si vous connaissez des sites web de qualité traitant du thème abordé ici, merci de compléter l'article en donnant les références utiles à sa vérifiabilité et en les liant à la section « Notes et références ».
Merritt Patterson, née le 2 septembre 1990 à Whistler, (Colombie-Britannique, Canada), est une actrice, mannequin et danseuse canadienne.
Elle commence sa carrière en 2006, en jouant dans quelques épisodes de la série Kyle XY. En octobre 2013, elle joue Olivia Matheson dans Ravenswood, la série dérivée de Pretty Little Liars. Elle a également joué le rôle de Stacy DeBand dans le film Disney Appelez-moi DJ Rebel (Radio Rebel). En 2015, elle interprète le rôle d'Ophelia Pryce dans la série The Royals diffusée sur E!.

## Biographie
Elle est née et a grandi au Canada. Dès son plus jeune âge, elle prend goût aux arts. Dès l'âge de onze ans, elle commence à apprendre la danse, et continue jusqu'au lycée. Elle fait aussi du théâtre et du mannequinat. En 2006, elle gagne le concours « Canadian Herbal Essences' Teen Model Search ».
En 2006, elle obtient un petit rôle dans la série Kyle XY, le temps de deux épisodes, y interprétant Ashleigh Redmond. Très vite, elle obtient des petits rôles dans des films et des séries comme Supernatural, Life Unexpected, The Troop, The Hole et Percy Jackson. En 2012, elle décroche un rôle dans le film Appelez-moi DJ Rebel avec Debby Ryan.
En 2013, elle interprète Olivia Matheson, un des rôles principaux de Ravenswood, série dérivée de Pretty Little Liars. Elle est diffusée depuis le 22 octobre 2013 sur la chaîne américaine ABC Family, la série a été annulée au début février par cause de manque d'audience.
Elle obtient ensuite les rôles de Sara Jasper dans le film Primary, Angelina Timmins dans Wolves, Nicole Greffard dans Kid Cannabis, et Hera dans Revel.
En 2014, elle obtient un rôle dans la série télévisée The Royals.
À partir de 2017, elle devient le personnage principal de plusieurs films romantiques, dont A Royal Winter (Un hiver de princesse, 2017), Christmas at the Palace (Un Noël sur glace, 2018) ou Picture a Perfect Christmas (Le Noël de Sophie, 2019), Christmas at the castle (Noël au château, 2020).

## Filmographie

### Cinéma

#### Longs métrages
- 2010 : Percy Jackson : Le Voleur de foudre : une fille
- 2014 : Kid Cannabis : Nicole Greffard
- 2014 : Wolves : Angelina Timmins
- 2018 : Unbroken: Path to Redemption : Cynthia Applewhite-Zamperini

#### Courts métrages
- 2011 : Next Door Nightmare : une fille
- 2012 : Revel : Hera

### Télévision

#### Séries télévisées
- 2006 : Kyle XY : Ashleigh Redmond
- 2009 : Supernatural : une pompom-girl
- 2010 : Life Unexpected : Nicole
- 2011 : The Troop : Miranda
- 2013 : Ravenswood : Olivia Matheson
- 2014 : Primary : Sara Jasper
- 2015 : The Royals : Ophelia Pryce (personnage principal, saison 1 (10 épisodes) et invitée, saison 2 (1 épisode)
- 2016 : The Art of more : Olivia Bunker (7 épisodes).

#### Téléfilms
- 2009 : The Hole : Jessica
- 2011 : Iron Invader : Claire
- 2012 : Enceinte avant la fac : Maddie
- 2012 : Appelez-moi DJ Rebel : Stacy DeBane
- 2012 : Rufus : Tracy
- 2012 : The Selection : Ashley Brouillette
- 2014 : Les dommages du passé : Taran Hathaway
- 2017 : Noël avec le témoins amoureux (The Christmas cottage) de Paul A. Kaufman : Lacey
- 2017 : Chronique des rendez-vous désastreux (Bad Date Chronicles) de Steven R. Monroe : Leigh
- 2017 : Un hiver de princesse (A Royal Winter) de Ernie Barbarash : Maggie Marks
- 2018 : Un Noël sur glace (Christmas at the Palace) de Peter Hewitt : Katie
- 2018 : En route vers le mariage - faits l'un pour l'autre de Peter DeLuise : Abby Russo
- 2019 : L'hôtel des coups de foudre (Forever in my heart) de Steven R. Monroe : Jenna
- 2019 : Le Noël de Sophie (Picture a Perfect Christmas) de Paul Ziller. : Sophie
- 2020 : Noël au Château (Chateau Christmas) de Michael Robison : Margot Hammond
- 2021 : Gingerbread Miracle de Michael M.Scott : Maya Owens[2]
- 2021 : Jingle Bell Princess de Don Mc Brearty : Princess Amelia
- 2022 : Noël est servi (Catering Christmas) de T.W. Peacocke : Molly Frost